# Kamasarye Philoteknos
Kamasarye Philoteknos (klassisk grekiska: Καμασαρύη Φιλότεκνος, Kamasarýē Philóteknos, "Kamasarye-som-älskar-sina-barn"), död 150 f.Kr., var regerande drottning av Bosporanska riket under åren 180–150 f.Kr.
Hon var dotter till kung Spartokos V. Hon gifte sig med sin kusin Paerisades III, och paret besteg tronen som samregenter efter hennes fars död 180 f.Kr. Paret fick två söner. Kamasarye var en aktiv härskare som nämns i en mängd samtida inskriptioner och fick ett gott rykte: i Delphi hyllades hon för den gästfrihet hon visade utländska besökare. Hon efterträddes vid sin död av sina söner, Paerisades IV och Paerisades V.